# Leitsakgraben
Leitsakgraben este o arie protejată (arie specială de conservare — SAC, sit de importanță comunitară — SCI) din Germania întinsă pe o suprafață de 995,89 ha, integral pe uscat.

## Localizare
Centrul sitului Leitsakgraben este situat la coordonatele 52°38′43″N 12°57′04″E / 52.6453°N 12.9511°E.

## Înființare
Situl Leitsakgraben a fost declarat sit de importanță comunitară în septembrie 2000.

## Biodiversitate
Situată în ecoregiunea continentală, aria protejată conține 7 habitate naturale: Pajiști cu Molinia pe soluri calcaroase, turboase sau argilos-nămoloase (Molinion caeruleae), Liziere de ierburi înalte hidrofile de câmpie și de nivel montan până la alpin, Fânețe de joasă altitudine (Alopecurus pratensis, Sanguisorba officinalis), Păduri de fag Asperulo-Fagetum, Păduri de stejar sau de stejar și carpen sub-atlantice și medio-europene de Carpinion betuli, Păduri acidofile de stejar bătrân cu Quercus robur pe câmpii nisipoase, Păduri aluvionare cu Alnus glutinosa și Fraxinus excelsior (Alno-Padion, Alnion incanae, Salicion albae).
La baza desemnării sitului se află mai multe specii protejate:
- păsări (1): grangur (Oriolus oriolus)
- amfibieni (1): triton cu creastă (Triturus cristatus)
- mamifere (2): vidră de râu (Lutra lutra), liliac comun (Myotis myotis)
- nevertebrate (2): Osmoderma eremita, Vertigo angustior

Pe lângă speciile protejate, pe teritoriul sitului au mai fost identificate 8 specii de plante, 11 specii de mamifere.